# Lijst van tekeningen van Rembrandt van Rijn
Dit is een selectie van de tekeningen die door de meeste kunsthistorici aan Rembrandt van Rijn worden toegeschreven.
Er zijn aparte lijsten voor de schilderijen en de etsen:
- Lijst van schilderijen van Rembrandt van Rijn
- Lijst van etsen van Rembrandt van Rijn

## Portretten

### Zelfportretten
| Afbeelding | Titel                     | Datering      | Verblijfplaats                               | Opmerkingen                                   |
| ---------- | ------------------------- | ------------- | -------------------------------------------- | --------------------------------------------- |
|            | Zelfportret               | ca. 1629      | Amsterdam, Rijksmuseum                       | De tekening houdt verband met ets B338        |
|            | Zelfportret met open mond | ca. 1628-1629 | Londen, British Museum                       | De tekening houdt verband met ets B013        |
|            | Zelfportret               | ca. 1633      | Marseille, Musée des beaux-arts de Marseille | De tekening houdt verband met ets B017        |
|            | Zelfportret als schilder  | ca. 1633      | Berlijn, Kupferstichkabinett Berlin          |                                               |
|            | Zelfportret               | ca. 1637      | Washington, National Gallery of Art          | De tekening houdt verband met ets B002        |
|            | Zelfportret               | ca. 1657-1658 | Rotterdam, Museum Boijmans Van Beuningen     |                                               |
|            | Zelfportret               | ca. 1660      | Wenen, Albertina                             | De tekening houdt verband met schilderij W281 |

### Familie en vrienden
| Afbeelding | Titel                                                           | Datering      | Verblijfplaats                           | Opmerkingen |
| ---------- | --------------------------------------------------------------- | ------------- | ---------------------------------------- | --- |
|            | Portret van Saskia als bruid                                    | 8 juni 1633   | Berlijn, Kupferstichkabinett Berlin      | Opschrift door Rembrandt: dit is near mijn huisvrou geconterfeyt / do sy 21 jaer oud was den derden / dach als wij getroudt waeren / den 8 Junijus / 1633 |
|            | Saskia bij haar toilet                                          | ca. 1633      | Bremen, Kunsthalle Bremen                | |
|            | Saskia kijkend uit het raam                                     | ca. 1633-1636 | Rotterdam, Museum Boijmans Van Beuningen | |
|            | Vrouw (Saskia ?) zittend bij het raam                           | ca. 1634-1635 | Parijs, Fondation Custodia               | |
|            | Saskia zittend bij het raam                                     | ca. 1635-1638 | Budapest, Szépművészeti Múzeum           | |
|            | Vier studies van Saskia                                         | ca. 1635-1636 | Rotterdam, Museum Boijmans Van Beuningen | Vergelijk etsen B365, B367 en B368 |
|            | Saskia in bed                                                   | ca. 1635      | Groningen, Groninger Museum              | |
|            | Interieur met Saskia te bed                                     | ca. 1638      | Amsterdam, Rijksprentenkabinet           | |
|            | Interieur met Saskia te bed                                     | ca. 1640-1641 | Parijs, Fondation Custodia               | |
|            | Saskia (?) liggend in bed                                       | ca. 1638      | Washington D.C., National Gallery of Art | |
|            | Saskia zittend in bed                                           | ca. 1638      | Dresden, Kupferstichkabinett Dresden     | |
|            | Saskia slapend in bed                                           | ca. 1638      | Oxford, Ashmolean Museum                 | |
|            | Zieke vrouw in bed, waarschijnlijk Saskia                       | ca. 1638      | Parijs, Petit Palais                     | |
|            | Saskia in bed                                                   | ca. 1635-1640 | Londen, British Museum                   | Vergelijk ets B369 |
|            | Titia van Uylenburch                                            | 1639          | Stockholm, Nationalmuseum                | Opschrift door Rembrandt: Tijtsija van Ulenburch / 1639                                                                                                   |
|            | Slapende jonge vrouw (Hendrickje Stoffels ?)                    | ca. 1654      | Londen, British Museum                   | |
|            | Jonge vrouw (Hendrickje Stoffels ?) bij het raam, ogen geopend  | ca. 1655-1656 | Stockholm, Nationalmuseum                | |
|            | Jonge vrouw (Hendrickje Stoffels ?) bij het raam, ogen gesloten | ca. 1655-1656 | Londen, British Museum                   | |

### Opdrachten
| Afbeelding | Titel                                                       | Datering  | Verblijfplaats                           | Opmerkingen                                                                                   |
| ---------- | ----------------------------------------------------------- | --------- | ---------------------------------------- | --------------------------------------------------------------------------------------------- |
|            | Vrouw zittend in een leunstoel                              | ca. 1633  | Hamburg, Hamburger Kunsthalle            | De tekening houdt mogelijk verband met het schilderij W88b                                    |
|            | Portret van een man in een leunstoel, gezien door een kader | 1634      | Privéverzameling (New York)              | Gesigneerd: Rembrandt f. 1634                                                                 |
|            | Portret van een jonge vrouw met handschoenen (Maria Trip)   | ca. 1639  | Londen, British Museum                   | De tekening houdt verband met het schilderij W184b                                            |
|            | Zittende oude vrouw met een opengeslagen boek op schoot     | ca. 1639  | Rotterdam, Museum Boijmans Van Beuningen |                                                                                               |
|            | Cornelis Claesz Anslo                                       | 1640      | Parijs, Louvre                           | Gesigneerd: Rembrandt f. 1640                                                                 |
|            | Cornelis Claesz Anslo                                       | 1640      | Londen, British Museum                   | Gesigneerd: Rembrandt f. 1640 Doorgedrukt ontwerp voor de ets B271 Zie ook: Op Cornelis Anslo |
|            | Postuum portret van de predikant Jan Cornelisz. Sylvius     | 1644-1645 | Washington, National Gallery of Art      | Opschrift door Rembrandt: den een on … sijden … ofte … /near Chrisstum gaenden                |
|            | Jan Six bij het raam met een hond                           | 1647      | Amsterdam, Verzameling Six               | Voorbereidende schetsen voor de ets B285                                                      |
|            | Jan Six met hoed                                            | 1647      | Amsterdam Museum                         | Voorbereidende schetsen voor de ets B285                                                      |
|            | Jan Six lezend bij het raam                                 | 1647      | Amsterdam, Verzameling Six               | Doorgedrukt ontwerp voor de ets B285                                                          |
|            | Jan Cornelisz Sylvius                                       | ca. 1646  | Stockholm, Nationalmuseum                | De tekeningen houden verband met de ets B280                                                  |
|            | Jan Cornelisz Sylvius                                       | ca. 1646  | Londen, British Museum                   | De tekeningen houden verband met de ets B280                                                  |
|            | Lieven Willemsz. van Coppenol                               | ca. 1658  | Boedapest, Szépművészeti Múzeum          | De tekening houdt verband met de ets B282                                                     |

### Groepsportretten
| Afbeelding | Titel                                                                     | Datering      | Verblijfplaats                           | Opmerkingen                                 |
| ---------- | ------------------------------------------------------------------------- | ------------- | ---------------------------------------- | ------------------------------------------- |
|            | Studies van een officier, een oosterling en een man met een hoge muts     | ca. 1641-1642 | Parijs, Musée du Louvre                  | De tekening houdt verband met De Nachtwacht |
|            | Schets van de lijst van het schilderij De anatomische les van Dr. Deijman | 1656          | Amsterdam, Amsterdam Museum              |                                             |
|            | Drie staalmeesters                                                        | ca. 1661-1662 | Berlijn, Kupferstichkabinett Berlin      | Voorstudies voor De staalmeesters           |
|            | Staalmeester Jacob van Loon                                               | ca. 1661-1662 | Amsterdam, Rijksmuseum Amsterdam         | Voorstudies voor De staalmeesters           |
|            | Staalmeester Volckert Jansz.                                              | ca. 1661-1662 | Rotterdam, Museum Boijmans Van Beuningen | Voorstudies voor De staalmeesters           |

## Figuurstudies
In het atelier gemaakte figuurstudies (grotendeels) naar model, vaak verder uitgewerkt tot ideeën of voorstudies voor schilderijen en etsen.
| Afbeelding | Titel                                                   | Datering      | Verblijfplaats                                           | Opmerkingen                                                                                                  |
| ---------- | ------------------------------------------------------- | ------------- | -------------------------------------------------------- | --- |
|            | Oude man die een boek leest                             | ca. 1628      | Berlijn, Kupferstichkabinett Berlin                      | De tekening houdt verband met het schilderij W27                                                             |
|            | Studie van de benen van een zittende vrouw              | ca. 1628      | Amsterdam, Rijksmuseum (recto van Drie schriftgeleerden) | De tekening houdt verband met het schilderij W37                                                             |
|            | Oude man met uitgespreide armen                         | ca. 1628-1629 | Dresden, Kupferstichkabinett Dresden                     | De tekening houdt verband met de ets B095                                                                    |
|            | Staande man met stok                                    | ca. 1629      | Amsterdam, Rijksmuseum                                   | |
|            | Paulus, peinzend                                        | ca. 1629      | Parijs, Musée du Louvre                                  | Doorgedrukt ontwerp voor de ets B149                                                                         |
|            | Diana badend                                            | ca. 1629      | Londen, British Museum                                   | Doorgedrukt ontwerp voor de ets B201                                                                         |
|            | Knielende man                                           | ca. 1630      | Parijs, Musée du Louvre                                  | De tekening houdt verband met een verloren gegaan schilderij, waarvan Jan van Vliet in 1631 een prent maakte |
|            | Zittende oude man                                       | 1630          | Washington, National Gallery of Art                      | Gesigneerd: R 1630                                                                                           |
|            | Zittende oude man                                       | ca. 1630      | Stockholm, Nationalmuseum                                | Waarschijnlijk hetzelfde model als op schilderij W81 en ets B325 (zie ook o.a. B315 hieronder)               |
|            | Oude man met gevouwen handen, zittend in een leunstoel  | ca. 1631      | Berlijn, Kupferstichkabinett Berlin                      | Doorgedrukt ontwerp voor de ets B291                                                                         |
|            | Borststuk van een oude man met baard                    | ca. 1631      | Parijs, Musée du Louvre                                  | De tekening houdt verband met de ets B315                                                                    |
|            | Oude man in een leunstoel                               | 1631          | Haarlem, Teylers Museum                                  | Gesigneerd: RHL 1631                                                                                         |
|            | Zittende oude man                                       | 1631          | Privéverzameling                                         | Gesigneerd: RHL / 1631 Later gebruikt in schilderij W108 (ca. 1633) en ets B037 (1638)                       |
|            | Studie voor de dronken Lot                              | 1633          | Frankfurt am Main, Städel Museum                         | Gesigneerd: Rembrandt f. / 1633                                                                              |
|            | Liggende naakte vrouw                                   | ca. 1632      | Stockholm, Nationalmuseum                                | De tekening is mogelijk een voorstudie voor het schilderij W130                                              |
|            | Oude man, leunend op een stok                           | 1632–1635     | New York, Metropolitan Museum of Art                     | |
|            | Zittende vrouw met een opgerolde brief                  | ca. 1635      | Stockholm, Nationalmuseum                                | De tekening houdt verband met de ets B340                                                                    |
|            | Man met hoge bontmuts                                   | ca. 1635      | Frankfurt am Main, Städel Museum                         | De tekening houdt verband met de ets B097                                                                    |
|            | Zittende oude vrouw, ten voeten uit                     | ca. 1635      | Wrocław, Ossolineum                                      | De tekening houdt verband met het schilderij W173                                                            |
|            | Studies van een lezende vrouw en een oosterling         | ca. 1637      | Privéverzameling                                         | De tekening houdt verband met de ets B037                                                                    |
|            | Vrouw in rijke kleding, gezien van achteren             | ca. 1639      | Leipzig, Museum der bildenden Künste                     | De tekening houdt verband met de ets B109                                                                    |
|            | Halffiguur van een zittende oude vrouw                  | ca. 1641      | Londen, Courtauld Gallery                                | De tekening houdt verband met het schilderij W173                                                            |
|            | Twee mannen in gesprek, een van hen in oosterse kleding | 1641          | Londen, Courtauld Gallery                                | Gesigneerd: Rembrandt f. 1641                                                                                |
|            | Twee Joden in gesprek, lopend                           | 1641-1642     | Haarlem, Teylers Museum                                  | Opschrift door Rembrandt: .../ ...samson/ sijnd troni/ een(?) die een pijl wtreckt over/ ... schouder        |
|            | Figuurstudies                                           | ca. 1642      | Amsterdam, Rembrandthuis                                 | De tekening houdt verband met de ets W120                                                                    |
|            | Jonge vrouw die uit het raam kijkt                      | ca. 1645      | Londen, Courtauld Gallery                                | De tekening houdt verband met schilderij W200                                                                |
|            | Zittend vrouwelijk naakt, poserend als Suzanna          | ca. 1647      | Berlijn, Kupferstichkabinett Berlin                      | De tekening houdt verband met de herziene versie van het schilderij W213                                     |
|            | Lopende man met een hoge muts                           | ca. 1660      | Amsterdam, Rijksmuseum                                   | Voorstudie (?) voor schilderij W320                                                                          |
|            | Zittend vrouwelijk naakt                                | ca. 1660-1662 | Chicago, Art Institute of Chicago                        | Gelijktijdig gemaakt met een tekening van Arent de Gelder                                                    |

## Dierstudies
| Afbeelding | Titel                                                       | Datering      | Verblijfplaats                           | Opmerkingen                                                 |
| ---------- | ----------------------------------------------------------- | ------------- | ---------------------------------------- | ----------------------------------------------------------- |
|            | Een dode paradijsvogel (naast een oosterse man met tulband) | ca. 1636      | Parijs, Musée du Louvre                  |                                                             |
|            | Drie studies van een olifant en een begeleider              | ca. 1637      | Wenen, Albertina                         | De tekening houdt verband met de ets B028                   |
|            | Een olifant                                                 | 1637          | Wenen, Albertina                         | Gesigneerd: Rembrandt ft. 1637                              |
|            | Een olifant ('Hansken')                                     | ca. 1637      | Londen, British Museum                   |                                                             |
|            | Slapende waakhond                                           | ca. 1637-1640 | Boston, Museum of Fine Arts              | De tekening houdt verband met ets B158 Vgl. ook W108 (1634) |
|            | Liggende jonge leeuw                                        | ca. 1638-1640 | New York, Leiden Collection              |                                                             |
|            | Liggende leeuw                                              | ca. 1650-1652 | Rotterdam, Museum Boijmans Van Beuningen |                                                             |
|            | Liggende leeuw                                              | ca. 1650-1652 | Parijs, Louvre                           |                                                             |
|            | Liggende leeuw, naar rechts                                 | ca. 1660      | Amsterdam, Rijksmuseum Amsterdam         |                                                             |

## Landschappen en stadsgezichten
| Afbeelding | Titel                                                                         | Datering                  | Verblijfplaats                           | Opmerkingen |
| ---------- | ----------------------------------------------------------------------------- | ------------------------- | ---------------------------------------- | --- |
|            | Ingang van een boerderij                                                      | ca. 1633                  | Hamburg, Hamburger Kunsthalle            | |
|            | Landschap met twee boerenhuizen                                               | ca. 1632                  | Rotterdam, Museum Boijmans Van Beuningen | Houdt mogelijk verband met ets B121 (1632) |
|            | De windmolen op het bolwerk De Passeerder in Amsterdam                        | ca. 1640-1641             | Voorheen Bremen, Kunsthalle              | Dezelfde molen als op ets B233 |
|            | De molen op het bolwerk Het Blauwhoofd in Amsterdam                           | ca. 1641 of ca. 1652      | Rotterdam, Museum Boijmans Van Beuningen | |
|            | De molen op het bolwerk Het Blauwhoofd in Amsterdam                           | ca. 1645-1646 of ca. 1654 | Parijs, Fondation Custodia               | |
|            | Boerenhuis aan de rand van het bos                                            | 1644                      | New York, Metropolitan Museum of Art     | Gesigneerd: Rembrandt f. 1644 |
|            | Een sloot met overhangende struiken                                           | ca. 1645                  | Wrocław, Ossolineum                      | De tekening is mogelijk als voorbeeld gebruikt bij de ets B231 |
|            | Huis met houten omheining tussen bomen                                        | 1645 en/of 1648           | Amsterdam, Rijksmuseum Amsterdam         | Voorstudie voor ets B 232 |
|            | De Amsteldijk bij Meerhuizen, kijkend in de richting van de kleine windmolen  | ca. 1649-1650             | Parijs, Musée du Louvre                  | Opschrift door Philips Koninck (achterzijde): Dees tekeningh vertoont de buiten amstelkant / Soo braaf getekent door heer rembrandts eygen hant / PKo                                                                   |
|            | Boerderijen bij een vaart                                                     | ca. 1650                  | Londen, British Museum                   | De tekeningen houden verband met ets B213 |
|            | Boerenhuis aan de Diemerdijk, naar het oosten                                 | ca. 1650                  | Oxford, Ashmolean Museum                 | De tekeningen houden verband met ets B213 |
|            | Landschap met het huis met het torentje                                       | ca. 1650                  | Los Angeles, J. Paul Getty Museum        | |
|            | Boerderij met duiventil (aan de Diemerdijk ?)                                 | ca. 1650                  | Privéverzameling                         | |
|            | Gezicht op Haarlem met het landgoed Saxenburg op de voorgrond                 | ca. 1650-1651             | Rotterdam, Museum Boijmans Van Beuningen | De tekening houdt verband met ets B234 |
|            | Landschap een boerderij en hooimijt                                           | ca. 1650-1652             | Kopenhagen, Statens Museum for Kunst     | |
|            | Boerderij onder bomen, met een voetbrug                                       | ca. 1650-1652             | Cambridge, Fitzwilliam Museum            | De tekening houdt verband met ets B222 |
|            | Gezicht op Herberg Huis te Vraag                                              | ca. 1652                  | Verblijfplaats onbekend                  | De tekening houdt verband met ets B221 |
|            | Gezicht op Schellingwou vanaf de Diemerdijk over the IJ                       | ca. 1649-1651             | Chatsworth House                         | |
|            | Gezicht op Schellingwou vanaf de Diemerdijk over the IJ                       | ca. 1651-1655             | Rotterdam, Museum Boijmans Van Beuningen | |
|            | Het Oude Stadhuis na de brand van 9 juli 1652, gezien vanaf de Waag op de Dam | 1652                      | Amsterdam, Het Rembrandthuis             | Opschrift door Rembrandt: vand waech afte sien stats huis van Amsteldam doent afgebrandt was den 9 Julij 1652. Rembrandt                                                                                                |
|            | Rivier met bomen                                                              | Ca. 1654-1655             | Parijs, Musée du Louvre                  | Op de achterzijde in Rembrandts handschrift: [om te] etsen witten tarpentyn oly / [daer] toe de helft tarpentyn / tesaemen in een glaesen flesken gedaen en / flesken in suver[?] waeter een ha[lf] [uu]r laeten kooken |
|            | Een rijtuig                                                                   | ca. 1660-1663             | Londen, British Museum                   | |

## Genretaferelen
Taferelen uit het dagelijks leven, al dan niet naar de natuur getekend.
| Afbeelding | Titel                                             | Datering      | Verblijfplaats                      | Opmerkingen |
| ---------- | ------------------------------------------------- | ------------- | ----------------------------------- | --- |
|            | Een vioolspeler en een vrouw                      | ca. 1631      | Berlijn, Kupferstichkabinett Berlin | |
|            | Soldaten in een bordeel                           | ca. 1635      | Berlijn, Kupferstichkabinett Berlin | |
|            | Bordeelscène (De verloren zoon in de herberg)     | ca. 1635      | Frankfurt am Main, Städel Museum    | |
|            | Twee slagers aan het werk                         | 1635          | Frankfurt am Main, Städel Museum    | Opschrift door Rembrandt: t vel daer aen ende voorts de rest bysleepende |
|            | De pannenkoekbakster                              | ca. 1635      | Amsterdam, Rijksmuseum              | |
|            | Twee vrouwen leren een kind lopen                 | ca. 1635-1637 | Londen, British Museum              | |
|            | Studies van een vrouw met twee kinderen           | ca. 1636      | Peck Collection                     | Opschrift door Rembrandt: een kindekin met een oudt jack op syn hoofdken |
|            | Het ondeugende kind                               | ca. 1635      | Berlijn, Kupferstichkabinett Berlin | |
|            | Vrouw draagt een kind de trap af                  | ca. 1636      | New York, Morgan Library            | |
|            | Studieblad met een vrouw die een kind leert lopen | ca. 1646      | Stockholm, Nationalmuseum           | |
|            | Driekoningen                                      | ca. 1645-1647 | Londen, British Museum              | Gesigneerd: Rembrandt f. |
|            | Een kind leert lopen                              | ca. 1660-1662 | Londen, British Museum              | Opschrift door Rembrandt (achterzijde): dit voor af te vragen / [vr]agen aen ons beijde oft wijt an de Heeren / [g?]oede mannen willen laten ver blijben / dan tijssen te vragen of Hij niet een / beijden d schilderien gelieft opgemaeckt te hebben / geen van beijden begerende. |

## Schetsen voor historiestukken
Ontwerpen en ideeën voor historiestukken, die Rembrandt vaak uit zijn hoofd, op basis van eerdere studies of naar prenten van andere kunstenaars gemaakt zal hebben.

### Bijbelse voorstellingen - Oude Testament
| Afbeelding | Titel                                                   | Datering      | Verblijfplaats                                            | Opmerkingen |
| ---------- | ------------------------------------------------------- | ------------- | --------------------------------------------------------- | --- |
|            | Het offer van Abraham                                   | ca. 1635-1636 | Londen, British Museum                                    | Ontwerp voor de niet eigenhandige reprise van het schilderij uit 1635 |
|            | De doop van de kamerling                                | ca. 1635      | München, Staatliche Graphische Sammlung                   | Houdt verband met een verloren gegaan schilderij waarnaar Jan van Vliet in 1631 een prent maakte |
|            | Jozefs bebloede mantel wordt aan Jakob getoond          | ca. 1635-1637 | Berlijn, Kupferstichkabinett Berlin                       | De tekening houdt verband met de ets B038 |
|            | Suzanna en de ouderlingen                               | ca. 1636      | Berlijn, Kupferstichkabinett Berlin                       | Opschrift door Rembrandt (achterzijde): : verkoft syn vaendrager synd – 15 - / een floora verhandelt – 6 -/ (f)ardynandus van sijn werck verhandelt / aen ander werck van sijn voornemen / den Abraham een floorae / Leenderts floorae is verhandelt tegen 5 g |
|            | Twee studies van een oude man met tulband               | ca. 1638      | Privéverzameling                                          | De tekeningen houden verband met het schilderij W213 |
|            | Oude man met tulband                                    | ca. 1638      | Melbourne, National Gallery of Victoria                   | De tekeningen houden verband met het schilderij W213 |
|            | Hoofd van een oosterling met tulband                    | ca. 1638      | Privéverzameling                                          | |
|            | Hoofd van een oosterling met tulband                    | ca. 1638      | Parijs, Musée du Louvre                                   | |
|            | Salomo's afgoderij                                      | ca. 1636-1638 | Parijs, Musée du Louvre                                   | De tekening houdt verband met het schilderij W47 |
|            | Jozef vertelt zijn dromen                               | ca. 1637      | Rotterdam, Museum Boijmans Van Beuningen                  | De tekening houdt verband met de ets B037 |
|            | Jozef verdeelt graan in Egypte (naar Pieter Lastman)    | 1637          | Wenen, Albertina                                          | Gesigneerd: Rembrandt ft. |
|            | Eva geeft de appel aan Adam                             | ca. 1638      | Privéverzameling                                          | Schetsen voor de ets B028 |
|            | Eva geeft de appel aan Adam                             | ca. 1638      | Privéverzameling                                          | Schetsen voor de ets B028 |
|            | Twee lopende vrouwen (Ruth en Naomi?)                   | ca. 1642      | Brussel, Koninklijke Musea voor Schone Kunsten van België | De tekening houdt verband met de ets W120 |
|            | De droom van Jakob                                      | ca. 1644      | Parijs, Beaux-Arts de Paris                               | Opschrift door Rembrandt: in ongenaeden synden en werden niet geschooren |
|            | Suzanna en de ouderlingen                               | ca. 1650-1652 | Amsterdam, Rijksmuseum                                    | De tekening houdt verband met het schilderij W213 |
|            | De engel verschijnt aan Hagar en Ismaël in de wildernis | ca. 1650-1652 | Hamburg, Hamburger Kunsthalle                             | |
|            | Isaak en Rebekka                                        | ca. 1662      | Privéverzameling                                          | De tekening houdt verband met het schilderij W312 |

### Bijbelse voorstellingen - Nieuwe Testament
| Afbeelding | Titel                                                                               | Datering      | Verblijfplaats                                                                | Opmerkingen |
| ---------- | ----------------------------------------------------------------------------------- | ------------- | ----------------------------------------------------------------------------- | --- |
|            | De graflegging van Christus, getekend over een studie voor De opwekking van Lazarus | ca. 1630-1632 | Londen, British Museum                                                        | Op een later moment gedateerd door Rembrandt: 1630 |
|            | Christus en de apostelen op de Olijfberg                                            | 1634          | Haarlem, Teylers Museum                                                       | Gesigneerd: Rembrandt f. 1634 |
|            | De oprichting van het kruis                                                         | 1628-1629     | Rotterdam, Museum Boijmans Van Beuningen                                      | De tekening houdt verband met het schilderij W106 |
|            | Studie voor Judas geeft de dertig zilverlingen terug                                | ca. 1628-1629 | Privéverzameling                                                              | De tekeningen zijn schetsen voor een wijziging van het schilderij W23 |
|            | Drie schriftgeleerden                                                               | ca. 1628-1629 | Amsterdam, Rijksmuseum (verso van Studie van de benen van een zittende vrouw) | De tekeningen zijn schetsen voor een wijziging van het schilderij W23 |
|            | Twee zittende figuren                                                               | ca. 1628-1629 | Rotterdam, Museum Boijmans Van Beuningen                                      | De tekeningen zijn schetsen voor een wijziging van het schilderij W23 |
|            | Schets voor de lijst van De prediking van Johannes de Doper                         | ca. 1633-1634 | Parijs, Musée du Louvre                                                       | De tekening houdt verband met het schilderij W110 |
|            | Drie studies van een boogschutter                                                   | ca. 1634-1635 | Stockholm, Nationalmuseum                                                     | Verso: ...lderij 2 - 0 - 0 / 3 - 8 - 0 ... / 5 - 0 - 0. De tekening houdt verband met schilderij W110                                                                        |
|            | De prediking van Johannes de Doper                                                  | ca. 1634-1635 | Privéverzameling                                                              | De tekeningen zijn voorbereidende schetsen voor het schilderij De prediking van Johannes de Doper (W110)                                                                     |
|            | Twee schetsen van Johannes predikend                                                | ca. 1634-1635 | Londen, Courtauld Gallery                                                     | De tekeningen zijn voorbereidende schetsen voor het schilderij De prediking van Johannes de Doper (W110)                                                                     |
|            | Twee mannen in gesprek, een derde luistert naar hen                                 | ca. 1634-1635 | Chatsworth House (recto van de volgende)                                      | De tekeningen zijn voorbereidende schetsen voor het schilderij De prediking van Johannes de Doper (W110)                                                                     |
|            | Schets van een oude man met baard en drie studies van hoofddeksels                  | ca. 1634-1635 | Chatsworth House (verso van de vorige)                                        | De tekeningen zijn voorbereidende schetsen voor het schilderij De prediking van Johannes de Doper (W110)                                                                     |
|            | Schetsen van figuren voor De prediking van Johannes de Doper                        | ca. 1634-1635 | Berlijn, Kupferstichkabinett Berlin                                           | De tekeningen zijn voorbereidende schetsen voor het schilderij De prediking van Johannes de Doper (W110)                                                                     |
|            | Schetsen van luisterende figuren                                                    | ca. 1634-1635 | Berlijn, Kupferstichkabinett Berlin                                           | De tekeningen zijn voorbereidende schetsen voor het schilderij De prediking van Johannes de Doper (W110)                                                                     |
|            | Twee studies van een vrouw die op de grond zit                                      | ca. 1634-1635 | Parijs, Musée du Louvre                                                       | De tekeningen zijn voorbereidende schetsen voor het schilderij De prediking van Johannes de Doper (W110)                                                                     |
|            | Oude man met baard en bontmuts                                                      | ca. 1634-1635 | Parijs, Musée du Louvre                                                       | De tekeningen zijn voorbereidende schetsen voor het schilderij De prediking van Johannes de Doper (W110)                                                                     |
|            | Oude man met baard en hoge bontmuts                                                 | ca. 1634-1635 | New York, Morgan Library                                                      | De tekeningen zijn voorbereidende schetsen voor het schilderij De prediking van Johannes de Doper (W110)                                                                     |
|            | De bewening van Christus                                                            | ca. 1635      | Berlijn, Kupferstichkabinett Berlin                                           | De tekening houdt verband met het schilderij W113 |
|            | Studies van treurende Maria's                                                       | ca. 1636      | Amsterdam, Rijksmuseum Amsterdam                                              | Voorstudies voor het schilderij W162 Opschrift op de tekening door Rembrandt: een dijvoot thresoor dat in een fijn / harte bewaert wert / tot troost / harer beleevende siel |
|            | Paulus en Barnabas in Lystra                                                        | ca. 1637      | Bayonne, Musée Bonnat                                                         | Opschrift door Rembrandt: een vrouw wijst op een jonck kind |
|            | De bewening aan de voet van het kruis                                               | ca. 1637      | Londen, British Museum                                                        | De tekening houdt verband met het schilderij W113 |
|            | Schetsen van figuren in Russische kleding                                           | ca. 1637      | New York, Morgan Library                                                      | Opschrift door Rembrandt: in ongenaeden synden en werden niet geschooren |
|            | Knielende man in gebed; hoofd van een vrouw                                         | с. 1637       | Wenen, Albertina                                                              | De tekening houdt verband met de etsen B098 en B367 |
|            | Schets voor een Presentatie in de tempel                                            | ca. 1639      | Amsterdam Museum                                                              | De tekening houdt verband met de ets B049 |
|            | Knielende naakte man                                                                | ca. 1640      | Bayonne, Musée Bonnat                                                         | De tekeningen houden verband met de ets B092 |
|            | Onthoofdingsscène                                                                   | ca. 1640      | Londen, British Museum                                                        | De tekeningen houden verband met de ets B092 |
|            | De onthoofding van Johannes de Doper                                                | ca. 1640      | Amsterdam, Rijksmuseum (verso van volgende)                                   | De tekeningen houden verband met de ets B092 |
|            | De graflegging van Christus over een schets van een beul                            | ca. 1640-1641 | Amsterdam, Rijksmuseum (recto van vorige)                                     | Waarschijnlijk een variatie op het schilderij W162 (voltooid in 1639) |
|            | Christus en de overspelige vrouw                                                    | ca. 1639-1641 | Parijs, Musée du Louvre                                                       | De tekening houdt verband met het schilderij W47 |
|            | Twee zieke vrouwen                                                                  | ca. 1645-1649 | Amsterdam, Rijksmuseum                                                        | De tekeningen houden verband met de ets B074: De predikende Christus (De Honderdguldenprent)                                                                                 |
|            | Hoofd van een zieke vrouw                                                           | ca. 1645-1649 | Amsterdam, Rijksmuseum                                                        | De tekeningen houden verband met de ets B074: De predikende Christus (De Honderdguldenprent)                                                                                 |
|            | Staande man met een muts in zijn uitgestrekte rechterhand                           | ca. 1645-1649 | Londen, Courtauld Gallery                                                     | De tekeningen houden verband met de ets B074: De predikende Christus (De Honderdguldenprent)                                                                                 |
|            | Blinde oude man, begeleid door een vrouw                                            | ca. 1645-1649 | Parijs, Musée du Louvre                                                       | De tekeningen houden verband met de ets B074: De predikende Christus (De Honderdguldenprent)                                                                                 |
|            | Studie voor een groep zieken                                                        | ca. 1645-1649 | Berlijn, Kupferstichkabinett Berlin                                           | De tekeningen houden verband met de ets B074: De predikende Christus (De Honderdguldenprent)                                                                                 |
|            | Studie van een smekende, zittende bedelares                                         | ca. 1645-1649 | Privéverzameling                                                              | De tekeningen houden verband met de ets B074: De predikende Christus (De Honderdguldenprent)                                                                                 |
|            | Oude man met een bontmuts                                                           | ca. 1645-1649 | Privéverzameling                                                              | De tekeningen houden verband met de ets B074: De predikende Christus (De Honderdguldenprent)                                                                                 |
|            | Studie voor de Honderdguldenprent                                                   | ca. 1645-1649 | Parijs, Musée du Louvre                                                       | De tekeningen houden verband met de ets B074: De predikende Christus (De Honderdguldenprent)                                                                                 |
|            | Christus in Gethsemane of Christus getroost door de engel                           | ca. 1657      | Hamburg, Hamburger Kunsthalle                                                 | De tekeningen houden verband met de ets B075 |
|            | Christus in de hof van Gethsemane                                                   | ca. 1657      | Fitzwilliam Museum, Cambridge                                                 | De tekeningen houden verband met de ets B075 |
|            | Christus en de overspelige vrouw                                                    | ca. 1659-1660 | München, Staatliche Graphische Sammlung                                       | Opschrift door Rembrandt (op een aparte strook papier) : soo jachtich om Christus in zijn antwoordt te verschalken konden schrifterlick antw[oord] niet afwachten            |
|            | De blinde Belisarius krijgt aalmoezen                                               | ca. 1660      | Berlijn, Kupferstichkabinett Berlin                                           | Opschrift door Rembrandt: erbarmt u over den armen bellisaro die nochtans wel was in groot aensien door syn manhaftijge daden en door de jalousij is verblindt               |
|            | Het loflied van Simeon                                                              | 1661          | Den Haag, Koninklijke Bibliotheek                                             | Gesigneerd: Rembrandt f. 1661 |

### Historische voorstellingen
| Afbeelding | Titel                                                   | Datering | Verblijfplaats                          | Opmerkingen                                       |
| ---------- | ------------------------------------------------------- | -------- | --------------------------------------- | ------------------------------------------------- |
|            | De heilige Hiëronymus lezend in een Italiaans landschap | ca. 1650 | Hamburg, Hamburger Kunsthalle           | De tekening houdt verband met de ets B104         |
|            | Homerus dicteert zijn verzen aan een schrijver          | ca. 1663 | Stockholm, Nationalmuseum               | De tekening houdt verband met het schilderij W301 |
|            | De samenzwering van Claudius Civilis                    | 1661     | München, Staatliche Graphische Sammlung | De tekening houdt verband met schilderij W298     |

### Mythologische voorstellingen
| Afbeelding | Titel                          | Datering | Verblijfplaats                                                     | Opmerkingen                                                                                         |
| ---------- | ------------------------------ | -------- | ------------------------------------------------------------------ | --------------------------------------------------------------------------------------------------- |
|            | De roof van Ganymedes          | ca. 1635 | Dresden, Kupferstichkabinett Dresden                               | Voorstudie voor het schilderij W137                                                                 |
|            | Minerva in haar studeervertrek | 1652     | Amsterdam, collectie Jan Six (uit het album amicorum Pandora 1651) | Gesigneerd: Rembrandt f 1652                                                                        |
|            | Jupiter met Philemon en Baucis | 1655     | Berlijn, Kupferstichkabinett Berlin\|                              | Opschrift door Rembrandt: d'ouden filemon onvan[g]t mes ind[e] mon en dHaend op de vloer omgeswicht |

## Allegorische en satirische voorstellingen
| Afbeelding | Titel                                                             | Datering | Verblijfplaats                       | Opmerkingen |
| ---------- | ----------------------------------------------------------------- | -------- | ------------------------------------ | --- |
|            | Knielende man                                                     | ca. 1633 | Frankfurt am Main, Städel Museum     | De tekening houdt verband met de ets B111                                                                              |
|            | Oude man met baard                                                | 1634     | Den Haag, Koninklijke Bibliotheek    | Opschrift door Rembrandt op een apart stuk papier: Een vroom gemoet / Acht eer voor goet / Rembrandt / Amsterdam. 1634 |
|            | De tekenaar en zijn model (Allegorie op de lof van de tekenkunst) | ca. 1639 | Londen, British Museum               | De tekening houdt verband met de ets B192                                                                              |
|            | Een man helpt een ruiter op zijn paard                            | ca. 1641 | Amsterdam, Rijksmuseum               | Voorstudie voor de grisaille W153                                                                                      |
|            | Satire op de kunstkenners                                         | 1644     | New York, Metropolitan Museum of Art | Opschrift door Rembrandt: den tijd 16[4?]4 / dees ... van d kunst / is .ooting gunst ... Houdlos... / i ind. dat...    |

## Kopieën en studies naar andere kunstenaars

### Italiaanse renaissance
| Afbeelding | Titel                                                    | Datering      | Verblijfplaats                                                     | Opmerkingen |
| ---------- | -------------------------------------------------------- | ------------- | ------------------------------------------------------------------ | --- |
|            | Het Laatste Avondmaal (naar Leonardo da Vinci)           | ca. 1635      | New York, Metropolitan Museum of Art                               | Gesigneerd: Rembrandt f. Waarschijnlijk getekend naar de prent van ... |
|            | Het Laatste Avondmaal (naar Leonardo da Vinci)           | ca. 1635      | Londen, British Museum                                             | Gesigneerd: R..b...dt |
|            | Het Laatste Avondmaal (naar Leonardo da Vinci)           | 1635          | Berlijn, Kupferstichkabinett Berlin                                | Gesigneerd: Rembrandt f. 1635 |
|            | Portret van Baldassare Castiglione (naar Rafaël)         | 1639          | Wenen, Albertina                                                   | Opschrift door Rembrandt: de Conten batasar de kastijlijone van raefael / verkoft voor 3500 gulden / het geheel cargesoen tot Luke van Nuffelen heeft gegolden f59456:- Ao 1639 |
|            | Homerus verzen voordragend (vrij naar Rafaëls Parnassus) | 1652          | Amsterdam, collectie Jan Six (uit het album amicorum Pandora 1651) | Opschrift door Rembrandt: Rembrandt aen Joannes Six. 1652 |
|            | De laster van Apelles (naar Mantegna)                    | ca. 1652-1654 | Londen, British Museum                                             | Opschrift door Rembrandt: CaLomnia d'apella / Inocenv[v=s]ia / Susp[ic]ione / I[g]nora[n]cia / acnoni / Ins[s=v]idia / Penitencia / Veritas                                     |

### Sculpturen
| Afbeelding | Titel                                | Datering      | Verblijfplaats                      | Opmerkingen                                                         |
| ---------- | ------------------------------------ | ------------- | ----------------------------------- | ------------------------------------------------------------------- |
|            | Buste van de Romeinse keizer Galba   | ca. 1640-1641 | Berlijn, Kupferstichkabinett Berlin | Opschrift: .alba                                                    |
|            | Penning met portret van Andrea Doria | 1653          | Berlijn, Kupferstichkabinett Berlin | Opschrift door Rembrandt: ANDREAS D. AVREA Hartog van S[tad] genuwa |

### Indiase Mogolminiaturen
| Afbeelding | Titel                                | Datering      | Verblijfplaats                           | Opmerkingen |
| ---------- | ------------------------------------ | ------------- | ---------------------------------------- | ----------- |
|            | De keizer Akbar en zijn zoon Selim   | ca. 1656      | Rotterdam, Museum Boijmans Van Beuningen |             |
|            | Een Indiase dame                     | ca. 1656      | Rotterdam, Museum Boijmans Van Beuningen |             |
|            | Een Mogol-edelman te paard           | ca. 1656-1661 | Londen, British Museum                   |             |
|            | Vier oosterse figuren onder een boom | ca. 1656      | Londen, British Museum                   |             |